# Iphiaulax americanus
Iphiaulax americanus är en stekelart som beskrevs av Léon Abel Provancher 1888. Iphiaulax americanus ingår i släktet Iphiaulax och familjen bracksteklar. Inga underarter finns listade i Catalogue of Life.